# Номзамо Мбата
Номзамо Мбата (нар. 13 липня 1990) — південноафриканська акторка, телеведуча, підприємиця, бухгалтерка та правозахисниця.
Зіграла роль Тхандеки Ндлову в серіалі «Ісібая», у якому знімалася з 2013 року до свого відходу з фільму в 2020 році. Її вихід із Sopie познайомив її з Голлівудом, де вона отримала роль Мірмбе у продовженні фільму Едді Мерфі Поїздка до Америки, який отримав назву Поїздка до Америки 2. У квітні 2021 року було оголошено, що акторка взяла участь у новому фільмі Saban Films «Вбивці душі» разом із Брюсом Віллісом, який пізніше був знятий під новою назвою «Померти як коханці», але був перевипущений під назвою «Місія асасина» і став останнім фільмом Брюса Вілліса.

## Ранній життєпис
Номзамо Мбата народилася 13 липня 1990 року в містечку КваМашу, приблизно за 21 кілометр на північний захід від міста зулусів Дурбан, у провінції Квазулу-Натале і належить до етносу зулусів.
Відвідувала початкову школу Ріппон у Дурбані та середню школу Беше, де отримала диплом про середню освіту. У 2018 році закінчила Кейптаунський університет за освітнім ступенем бакалавра за спеціальністю «бухгалтерський облік».

## Кар'єра
Мбата успішно пройшла прослуховування для телешоу в липні 2012 року. Вона почала зніматися в Ісібая в 2013 році і стала головною героїнею. Її акторський дебют було високо оцінено критикою за роль Тандеки Зунгу. Пошуки, які проходили в Кейптауні, залучили понад 600 учасників. Номзамо Мбата потрапила до топ-70, до топ-10 і стала однією з трьох фіналістів. У 2015 році дебютувала у фільмі Tell Me Sweet Something з Maps Maponyane, який вийшов 4 вересня того ж року, а також у телевізійному шоу Umlilo, де знімалася з 2015 по 2016 рік. Того ж року вона почала вести реаліті-шоу про подорожі під назвою «Holiday Swap» на South African Broadcasting Corporation.
У 2015 році Мбата була обрана представляти Neutrogena, ставши першою південноафриканкою в цій ролі.
У 2021 році Номзамо Мбата знялася у фільмі Поїздка до Америки 2.
Мбата підписала контракт з агентством з управління талантами Creative Artists Agency.
У вересні 2022 року було оголошено, що Мбата обрана на роль головної акторки, а також виконавчої продюсерки Shaka iLembe, який виходитиме в ефір на Mzansi Magic з 18 червня 2023 року. 
| Рік             | Фільм                   | Роль              |
| --------------- | ----------------------- | ----------------- |
| 2013 — 2020     | Ісібая                  | Тандека Ндлову    |
| 2015            | Скажи мені щось приємне | Муратува          |
| 2016            | Умліло (серіал)         | Хвезі Сімелані    |
| 2016 рік        | Обмін відпусткою        | Господарка / Сама |
| 2019            | Локдаун (серіал)        | Мбалі             |
| (2021)          | Поїздка до Америки 2    | Мірембе           |
| 2023            | Місія асасина           | Алекса            |
| 2023, 18 червня | Шака іЛембе             | Королева Нанді    |

## Інші досягнення
У 2018 році компанія OkayAfrica Digital Media визнала Мбату однією зі 100 жінок-2018 у рейтингу OkayAfrika.
У 2018 році Номзамо Мбата протягом довгого часу відвідувала табори біженців Кенії, виконуючи роль амбасвдорки Управління Верховного комісара ООН у справах біженців.
Вона отримала премію «Африканська кіноакадемія» у номінації за найкращу жіночу роль за роль «Моратіви» у фільмі «Скажи мені щось солодке» (2015).
У січні 2019 року Номзамо Мбата призначена Амбасадоркою доброї волі Управління Верховного комісара ООН у справах біженців. У жовтні 2019 року її було прийнято до Міжнародного почесного товариства «Золотий ключик» як одну з його почесних членів.

## Особисте життя
Станом на 2019 рік Номзамо Мбата проживала в Лос-Анджелесі, Каліфорнія. У неї є молодший брат Замані Мбата, який також є актором.